# بخت أباد
بخت‌ أباد (بالفارسية: بخت اباد) هي مستوطنة تقع في قسم بيزكي الريفي (مقاطعة تشناران) في إيران. يقدر عدد سكانها بـ 19 نسمة .